# Lista siturilor arheologice din județul Vâlcea - B
Lista siturilor arheologice din județul Vâlcea - B conține toate siturile arheologice din județul Vâlcea înscrise în Repertoriul Arheologic Național (RAN) și aflate în localități al căror nume începe cu litera B. RAN este administrat de Ministerul Culturii și Patrimoniului Național și cuprinde date științifice, cartografice, topografice, imagini și planuri, precum și orice alte informații privitoare la zonele cu potențial arheologic, studiate sau nu, încă existente sau dispărute.
Puteți căuta un sit din localitățile care încep cu litera B folosind formularul de mai jos sau puteți naviga prin toate siturile din județ la Lista siturilor arheologice din județul Vâlcea.
| Cod RAN                                    | Denumire | Localitate                            | Adresă           | Datare                              | Descoperit | Coordonate                                 | Imagine           | Erori            |
| ------------------------------------------ | --- | ------------------------------------- | ---------------- | ----------------------------------- | ---------- | ------------------------------------------ | ----------------- | ---------------- |
| 168693.01.01 (Cod LMI: VL-I-s-B-09515)     | Așezarea din epoca bronzului de la Berislăvești / ansamblu anonim (Categorie: locuire civilă) (Tip: Așezare)                                     | sat Berislăvești, comuna Berislăvești |                  |                                     |            |                                            | Încărcați imagine | Raportați eroare |
| 171352.01.01 (Cod LMI: VL-I-m-B-09514.02)  | Situl arheologic de la Bârsești / ansamblu anonim (Categorie: locuire civilă) (Tip: Așezare)                                                     | sat Bârsești, comuna Mihăești         |                  |                                     |            |                                            | Încărcați imagine | Raportați eroare |
| 171352.01.02 (Cod LMI: VL-I-m-B-09514.01)  | Situl arheologic de la Bârsești / ansamblu anonim (Categorie: locuire civilă) (Tip: Așezare)                                                     | sat Bârsești, comuna Mihăești         |                  |                                     |            |                                            | Încărcați imagine | Raportați eroare |
| 171334.01.01 (Cod LMI: VL-I-m-B-09519.03)  | Situl arheologic de la Buleta / ansamblu anonim (Categorie: locuire civilă) (Tip: Așezare)                                                       | sat Buleta, comuna Mihăești           |                  |                                     |            |                                            | Încărcați imagine | Raportați eroare |
| 171334.01.02 (Cod LMI: VL-I-m-B-09519.02)  | Situl arheologic de la Buleta / ansamblu anonim (Categorie: locuire civilă) (Tip: Așezare)                                                       | sat Buleta, comuna Mihăești           |                  |                                     |            |                                            | Încărcați imagine | Raportați eroare |
| 171334.01.03 (Cod LMI: VL-I-m-B-09519.01)  | Situl arheologic de la Buleta / ansamblu anonim (Categorie: locuire civilă) (Tip: Așezare)                                                       | sat Buleta, comuna Mihăești           |                  |                                     |            |                                            | Încărcați imagine | Raportați eroare |
| 169271.01.01                               | Așezarea romană de la Bistrița - "Ursoaica" / ansamblu anonim (Categorie: locuire civilă) (Tip: Așezare)                                         | sat Bistrița, comuna Costești         | Ursoaica         | sec. II - IV                        |            |                                            | Încărcați imagine | Raportați eroare |
| 168693.03.01 (Cod LMI: VL-II-a-A-09665)    | Schitul medieval de la Berislăvești / ansamblu anonim (Categorie: structură de cult/religioasă) (Tip: Mănăstire)                                 | sat Berislăvești, comuna Berislăvești |                  | sec. XVIII-XIX                      |            |                                            | Încărcați imagine | Raportați eroare |
| 168693.03.02 (Cod LMI: VL-II-a-A-09665)    | Schitul medieval de la Berislăvești / ansamblu Biserica Sf. Trei Ierarhi, Sg. Gheorghe (Categorie: structură de cult/religioasă) (Tip: biserică) | sat Berislăvești, comuna Berislăvești |                  | sec.XVIII                           |            |                                            | Încărcați imagine | Raportați eroare |
| 168693.03.03 (Cod LMI: VL-II-a-A-09665)    | Schitul medieval de la Berislăvești / ansamblu anonim (Categorie: structură de cult/religioasă) (Tip: Ruinele stăreției)                         | sat Berislăvești, comuna Berislăvești |                  |                                     |            |                                            | Încărcați imagine | Raportați eroare |
| 168693.03.04 (Cod LMI: VL-II-a-A-09665)    | Schitul medieval de la Berislăvești / ansamblu anonim (Categorie: structură de cult/religioasă) (Tip: Turn clopotniță)                           | sat Berislăvești, comuna Berislăvești |                  |                                     |            |                                            | Încărcați imagine | Raportați eroare |
| 168693.03.05 (Cod LMI: VL-II-a-A-09665)    | Schitul medieval de la Berislăvești / ansamblu anonim (Categorie: structură de cult/religioasă) (Tip: Zid de incintă)                            | sat Berislăvești, comuna Berislăvești |                  |                                     |            |                                            | Încărcați imagine | Raportați eroare |
| 169271.02.01 (Cod LMI: VL-II-m-A-09666.01) | Ansamblul mănăstirii Bistrița / ansamblu Biserica "Adormirea Maicii Domnului" (Categorie: structură de cult/religioasă) (Tip: Biserică)          | sat Bistrița, comuna Costești         |                  | 1494, ref. 1847 - 1856, 1984 - 1997 |            | 45°11′19″N 24°02′24″E / 45.18861°N 24.04°E | Încărcați imagine | Raportați eroare |
| 169271.02.02 (Cod LMI: VL-II-m-A-09666.02) | Ansamblul mănăstirii Bistrița / ansamblu Biserica-bolniță "Schimbarea la Față" (Categorie: structură de cult/religioasă) (Tip: Biserică-bolniță) | sat Bistrița, comuna Costești         |                  | 1494, ref. 1847 - 1856, 1984 - 1997 |            | 45°11′19″N 24°02′24″E / 45.18861°N 24.04°E | Încărcați imagine | Raportați eroare |
| 169271.02.03 (Cod LMI: VL-II-m-A-09666.03) | Ansamblul mănăstirii Bistrița / ansamblu anonim (Categorie: structură de cult/religioasă) (Tip: Incintă)                                         | sat Bistrița, comuna Costești         |                  | 1494, ref. 1847 - 1856, 1984 - 1997 |            | 45°11′19″N 24°02′24″E / 45.18861°N 24.04°E | Încărcați imagine | Raportați eroare |
| 169271.02.04 (Cod LMI: VL-II-m-A-09666.04) | Ansamblul mănăstirii Bistrița / ansamblu anonim (Categorie: structură de cult/religioasă) (Tip: Chilii)                                          | sat Bistrița, comuna Costești         |                  | 1494, ref. 1847 - 1856, 1984 - 1997 |            | 45°11′19″N 24°02′24″E / 45.18861°N 24.04°E | Încărcați imagine | Raportați eroare |
| 169271.02.05 (Cod LMI: VL-II-m-A-09666.05) | Ansamblul mănăstirii Bistrița / ansamblu anonim (Categorie: structură de cult/religioasă) (Tip: Turn clopotniță)                                 | sat Bistrița, comuna Costești         |                  | 1494, ref. 1847 - 1856, 1984 - 1997 |            | 45°11′19″N 24°02′24″E / 45.18861°N 24.04°E | Încărcați imagine | Raportați eroare |
| 169271.02.06 (Cod LMI: VL-II-a-A-09666)    | Ansamblul mănăstirii Bistrița / ansamblu anonim (Categorie: structură de cult/religioasă) (Tip: Cimitir)                                         | sat Bistrița, comuna Costești         |                  | sec. XVIII-XIX                      |            | 45°11′19″N 24°02′24″E / 45.18861°N 24.04°E | Încărcați imagine | Raportați eroare |
| 168577.01 (Cod LMI: VL-IV-m-B-10005)       | Cruce de piatră la Bărbătești (Categorie: structură de cult/religioasă) (Tip: cruce)                                                             | sat Bărbătești, comuna Bărbătești     |                  | 1774                                |            |                                            | Încărcați imagine | Raportați eroare |
| 168611.01 (Cod LMI: VL-IV-m-B-10006)       | Cruce de piatră la Berbești (Categorie: structură de cult/religioasă) (Tip: cruce)                                                               | oraș Berbești                         |                  | 1765                                |            |                                            | Încărcați imagine | Raportați eroare |
| 168247.04 (Cod LMI: VL-IV-m-B-10007)       | Cruce de piatră la Bodești (Categorie: structură de cult/religioasă) (Tip: cruce)                                                                | sat Bodești, comuna Alunu             |                  | 1747                                |            |                                            | Încărcați imagine | Raportați eroare |
| 168764.01 (Cod LMI: VL-IV-m-B-10009)       | Cruce de piatră la Boișoara (Categorie: structură de cult/religioasă) (Tip: cruce)                                                               | sat Boișoara, comuna Boișoara         |                  | 1722                                |            |                                            | Încărcați imagine | Raportați eroare |
| 172545.01 (Cod LMI: VL-IV-m-B-10010)       | Cruce de piatră de la Cărbunari, la Bradu-Clocotici (Categorie: structură de cult/religioasă) (Tip: cruce)                                       | sat Bradu-Clocotici, comuna Racovița  |                  | sec. XVIII                          |            |                                            | Încărcați imagine | Raportați eroare |
| 172536.01.01                               | Așezarea Glina de la Blănoiu-La Răzoare / ansamblu anonim (Categorie: locuire) (Tip: așezare)                                                    | sat Blănoiu, comuna Racovița          | La Răzoare       | Glina                               |            |                                            | Încărcați imagine | Raportați eroare |
| 168568.01.01 (Cod LMI: VL-II-m-B-09675.01) | Situl arheologic medieval de la Bodești - "Biserica schit" / ansamblu Biserica schit "Sfânta Treime" (Categorie: locuire) (Tip: Biserică)        | sat Bodești, comuna Bărbătești        | La Schit         | 1732                                | 2000       |                                            | Încărcați imagine | Raportați eroare |
| 168568.01.02 (Cod LMI: VL-II-a-B-09675)    | Situl arheologic medieval de la Bodești - "Biserica schit" / ansamblu anonim (Categorie: locuire) (Tip: Necropolă)                               | sat Bodești, comuna Bărbătești        | La Schit         |                                     | 2000       |                                            | Încărcați imagine | Raportați eroare |
| 168568.01.02 (Cod LMI: VL-II-a-B-09675)    | Situl arheologic medieval de la Bodești - "Biserica schit" / complex M. 1 (Categorie: locuire) (Tip: mormânt)                                    | sat Bodești, comuna Bărbătești        | La Schit         |                                     | 2000       |                                            | Încărcați imagine | Raportați eroare |
| 168568.01.02 (Cod LMI: VL-II-a-B-09675)    | Situl arheologic medieval de la Bodești - "Biserica schit" / complex M. 2 (Categorie: locuire) (Tip: mormânt)                                    | sat Bodești, comuna Bărbătești        | La Schit         |                                     | 2000       |                                            | Încărcați imagine | Raportați eroare |
| 168568.01.03 (Cod LMI: VL-II-a-B-09675)    | Situl arheologic medieval de la Bodești - "Biserica schit" / ansamblu anonim (Categorie: locuire) (Tip: Zid de incintă)                          | sat Bodești, comuna Bărbătești        | La Schit         | sec.XVIII                           | 2000       |                                            | Încărcați imagine | Raportați eroare |
| 168693.02.01 (Cod LMI: VL-I-s-B-09516)     | Așezarea medievală de la Berislăvești / ansamblu anonim (Categorie: locuire civilă) (Tip: Așezare)                                               | sat Berislăvești, comuna Berislăvești |                  | sec. XVIII                          |            |                                            | Încărcați imagine | Raportați eroare |
| 168381.01.01 (Cod LMI: VL-I-s-B-09512)     | Așezarea Latene de la Băbeni - "Dealul Rumânilor" / ansamblu anonim (Categorie: locuire civilă) (Tip: Așezare)                                   | oraș Băbeni                           | Dealul Rumânilor | geto-dacică                         |            |                                            | Încărcați imagine | Raportați eroare |
| 169271.03.01 (Cod LMI: VL-I-s-B-09517)     | Necropola hallstattiană și medievală de la Bistrița / ansamblu anonim (Categorie: descoperire funerară) (Tip: Necropolă)                         | sat Bistrița, comuna Costești         |                  |                                     |            |                                            | Încărcați imagine | Raportați eroare |
| 169271.03.02 (Cod LMI: VL-I-s-B-09517)     | Necropola hallstattiană și medievală de la Bistrița / ansamblu anonim (Categorie: descoperire funerară) (Tip: Necropolă)                         | sat Bistrița, comuna Costești         |                  |                                     |            |                                            | Încărcați imagine | Raportați eroare |
| 168915.01.01 (Cod LMI: VL-I-s-B-09518)     | Așezarea romană de la Bujoreni - "Malul Alb" / ansamblu anonim (Categorie: locuire civilă) (Tip: Așezare)                                        | sat Bujoreni, comuna Bujoreni         | Malul Alb        |                                     |            |                                            | Încărcați imagine | Raportați eroare |
| 168979.01.01 (Cod LMI: VL-I-m-B-09520.03)  | Situl arheologic de la Bunești / ansamblu anonim (Categorie: locuire civilă) (Tip: Așezare)                                                      | sat Bunești, comuna Bunești           |                  |                                     |            |                                            | Încărcați imagine | Raportați eroare |
| 168979.01.02 (Cod LMI: VL-I-m-B-09520.02)  | Situl arheologic de la Bunești / ansamblu anonim (Categorie: locuire civilă) (Tip: Așezare)                                                      | sat Bunești, comuna Bunești           |                  | geto-dacică                         |            |                                            | Încărcați imagine | Raportați eroare |
| 168979.01.03 (Cod LMI: VL-I-m-B-09520.01)  | Situl arheologic de la Bunești / ansamblu anonim (Categorie: locuire civilă) (Tip: Așezare)                                                      | sat Bunești, comuna Bunești           |                  |                                     |            |                                            | Încărcați imagine | Raportați eroare |